# Экономика Мальдив
Экономика Мальдив — 160-я в мире по размеру ВВП по ППС.
Основные сферы экономики — обслуживание туристов (28 % ВВП) и рыболовство.
В период с 1990—1993 гг. после значительного промышленного подъёма проводилась либерализация, которое обеспечило расширенное участие частного капитала в промышленности. Развитие инфраструктуры в результате макроэкономической стабилизации оказало влияние на увеличение потока туристов.

## ВВП
ВВП Мальдив оценивается примерно в 1,25 млрд долл. США (2002). 
ВВП на душу населения в 2010 году, рассчитанный по паритету покупательной способности — 5483 долл. (109-е место в мире по данным МВФ). 
Ниже уровня бедности — 16 % населения (на 2008 год).
На 2014 год ВВП по ППС составлял 5,043 млрд долл. США.

## Сельское хозяйство
Сельское хозяйство развито слабо. Значительная часть продуктов питания импортируется.
Основная местная культура — кокосовая пальма, выращивают также бананы, овощи, фрукты, батат, хлебное дерево.
Площадь пригодных для обработки земель не более 10 %, а это всего 30 кв.км. Сельское хозяйство нацелено на обеспечение продуктами только местного населения.
Традиционные занятия мальдивцев — выращивание кокосовой пальмы, дающей копру, растительное масло и пальмовый лист и сбор раковин каури. 
Возделывают и также такие культуры, как таро, рис, кукурузу, просо, батат, маниок.
Остров Тходду — центр сельского хозяйства Мальдив, около половины территории острова занято фермами, выращиваются: папайя, дыни, арбузы, баклажаны, огурцы. Урожай ежедневно переправляется на Мале и далее развозится на другие острова архипелага.
Рыболовство и рыбоперерабатывающая индустрия — вторая по значению отрасль хозяйства Мальдивских островов. 
Экспортируются в основном свежемороженая и переработанная рыба (скумбрия, тунец), составляющая по стоимости до 75 % всего экспорта.

## Промышленный сектор
Пошив одежды, производство ремесленных изделий (циновки, верёвки, кустарный промысел), сувениров, консервирование продуктов, строительство лодок, зданий. 
В традиционных видах работы в основном занято женское население.

## Сфера услуг
Туризм даёт примерно 20 % ВВП. Свыше 90 % государственных налоговых поступлений дают пошлины на импорт и налоги, связанные с туризмом. 
Ежегодно Мальдивы посещают до полумиллиона туристов.
Туризм на Мальдивах начал развиваться в сентябре 1972 года, к этому отношение имели итальянский любитель путешествий Жорж Корбин и два местных предпринимателя, которые впервые привезли сюда туристов (группа из 12 человек).

## Внешняя торговля
Ввиду специфичности территории, всё приходится импортировать.
За 2015 год, экспорт перекрывал импорт лишь на 7,6 %.
Основные поставщики — Сингапур 26,6 %, ОАЭ 16,5 %, Малайзия 9,5 %, Индия 9,2 %, Таиланд 4,7 %.
- Экспорт — 125 млн долл. (в 2008) — рыба (70 %) и почтовые марки. Основные покупатели — Таиланд 34,5 %, Великобритания 13,8 %, Франция 12,2 %, Италия 9 %, Шри-Ланка 8,5 %.
- Импорт — 1,2 млрд долл. (в 2008) — нефтепродукты, лодки, продовольствие, одежда, промышленные и потребительские товары.